# Jean-Pierre Urkia
 Jean-Pierre Urkia MEP (* 27. November 1918 in Espelette; † 21. Dezember 2011 in Montbeton) war ein französischer Ordensgeistlicher und Missionar. Er war von 1967 bis zur Ausweisung aus Laos 1976 Apostolischer Vikar von Paksé.

## Leben
Jean-Pierre Urkia trat 1935 in das Priesterseminar in Bayonne ein und beendete 1937 sein Philosophiestudium und trat der Ordensgemeinschaft der Pariser Mission bei. Mit Ausbruch des Zweiten Weltkrieges wurde er Soldat des 18. Infanterie-Regiments an der Front in Lothringen und 1940 an der belgischen Grenze verwundet. Er beendete in Paris sein Theologiestudium und empfing am 26. Juni 1942 in der Kapelle des Priesterseminars der Pariser Mission die Priesterweihe. Von 1942 bis 1945 war er Vikar in der Champagne in einer Pfarrei der Diözese von Troyes, Bar-sur-Aube. Nach Kriegsende wurde Urika am 16. Januar 1946 Kaplan des 2. Regiments in der Zentral Region von Vietnam. 1947 verließ er die Armee und schloss sich seinem Orden in Saigon an und war in verschiedenen Missionsdiensten in Indochina tätig. 1953 war er in Laos als Vikar der Siengvang, in der Provinz Thakhek, tätig. Er erlernte die Sprache laotischen Thakhek. Im Jahr 1956 wurde er Pfarrer von Thangam und Siengvang. Von 1960 bis 1965 baute er dort ein Priesterseminar auf.
Papst Paul VI. ernannte ihn am 12. Juni 1967 zum Titularbischof von Masclianae und bestellte ihn zum Apostolischen Vikar von Paksé. Die Bischofsweihe spendete ihm der Apostolische Vikar von Savannakhet, Jean-Rosière-Eugène Arnaud MEP, am 27. September desselben Jahres; Mitkonsekratoren waren Claude-Philippe Bayet, Bischof von Ubon und Michel-Auguste-Marie Langer MEP, Bischof von Nakhon Sawan.
Mit der kommunistischen Machtübernahme 1975 bekam Bischof Urkia Probleme bei der Ausübung seines Amtes. Am 3. März 1976 wurde er aus Laos ausgewiesen. Nach einer Ruhezeit in Frankreich übernahm er 1977 in Brasilien eine seelsorgerische Tätigkeit in der Diözese Umuarama im Bundesstaat Paraná. 1977 wurde er Pfarrer in Perola und 1983 Pfarrer von Santa Eliza. 1989 kehrte er auf Wunsch des Generaloberen nach Frankreich zurück und übernahm die Leitung des Ordenshauses in Montbeton.